# Щърбово
Щърбово (на македонска литературна норма: Штрбово) е село в община Ресен, Северна Македония.

## География
Селото е разположено в областта Долна Преспа, недалеч от Песпанското езеро, в подножието на планината Баба. Селото се дели на две махали – Горно и Долно село.

## История
В XV век в Щърбова са отбелязани поименно 124 глави на домакинства. Селото се споменава в османски дефтер от 1530 година под името Ищербова, хас на падишаха, със 74 ханета гяури, 50 ергени гяури и 2 вдовици гяурки.
Селото първоначално е в местността Шешури, след което се мести в местността Реките и накрая в местността Кукища. В ΧΙΧ век Щърбово е българско в Битолска кааза, Нахия Долна Преспа на Османската империя. Според статистиката на Васил Кънчов („Македония. Етнография и статистика“) от 1900 година Щърбово има 114 жители българи християни. Църквата „Свети Атанасий“ е от края на XIX – началото на XX век.
На Етнографската карта на Битолския вилает на Картографския институт в София от 1901 година Щърбово е чисто българско село в Битолската каза на Битолския санджак с 18 къщи.
В началото на ΧΧ век жителите на селото са под върховенството на Българската екзархия. По данни на секретаря на екзархията Димитър Мишев („La Macédoine et sa Population Chrétienne“) през 1905 година в Щърбово има 152 българи екзархисти.
По време на Илинденското въстание на 15 август 1903 година селото е нападнато и ограбено от турски аскер и башибозук. Убити са Дойчин Котев, Дойчиница Котева, Ристо Милев, Фоти Толчев и Наум Стоянов.
През декември 1903 година българският владика Григорий Пелагонийски, придружаван от Наум Темчев и Търпо Поповски, пристигат в Преспа, за да раздават помощи на пострадалото при потушаването на Илинденското въстание население. Темчев пише: 
| „ | Щърбово брои само 30 кѫщи, каменна направа. На 16 августь, прѣзъ врѣме на възстанието, то било ограбено и убити били 5 души селяни, между които една жена. Споредъ казването на селянитѣ, то не било изгорено, защото цѣлото е чифликъ на Сейфулахъ бей отъ Заваляни. Дѣдо владика слѣзе въ кулата на бея, кѫдѣто кехаята, българинъ, не знаеше какъ и съ какво повече да ни услужи. Въ една стая на кулата се прибрахме азъ и другитѣ служащи при владиката. Вечерьта кехаята ни гости съ черна топла погача и фасуль. При насъ вечераха и нѣколко души селяни. Отъ тѣхъ азъ научихъ, че прѣзъ врѣмето на възстанието надъ селото имъ станало голѣмо сражение между четитѣ и войската. Тукъ е падналъ убитъ районния войвода Никола Кокаревъ. | “ |

По време на българското управление на Вардарска Македония през Първата световна война Щърбово е част от Наколска община в Ресенска околия и има 250 жители.
В 1929 година югозападно от старото село, на една височинка е построена църквата „Свети Димитър“ – малък еднокорабен храм с полукръгла апсида.
Днес Горно Щърбово е изоставено, а в Долно село има 62 къщи. Според преброяването от 2002 година селото има 184 жители.
| Националност     | Всичко |
| северномакедонци | 184    |
| албанци          | 0      |
| турци            | 0      |
| цигани           | 0      |
| власи            | 0      |
| сърби            | 0      |
| бошняци          | 0      |
| други            | 0      |

## Личности
Родени в Щърбово
- Неда Лозановска (р. 1938), северномакедонска поетеса